# 八女郡

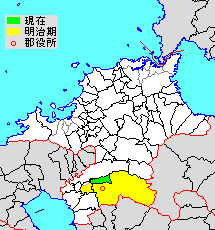
福岡県八女郡の位置（緑：広川町）

八女郡（やめぐん）は、福岡県の郡。
人口19,567人、面積37.94km²、人口密度516人/km²。（2025年2月1日、推計人口）
以下の1町を含む。
- 広川町（ひろかわまち）

## 郡域
1896年（明治29年）に行政区画として発足した当時の郡域は、上記1町のほか、下記の区域にあたる。
- 八女市の全域
- 筑後市の大部分（西牟田を除く）
- 久留米市の一部（荒木町藤田）
- みやま市の一部（瀬高町廣瀬・瀬高町小田・瀬高町長田・瀬高町坂田・瀬高町本郷・瀬高町文廣）

## 歴史
- 明治29年（1896年）

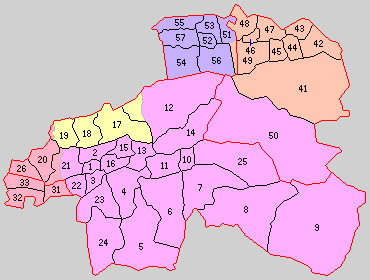
1.福島町 2.長峰村 3.三河村 4.光友村 5.辺春村 6.串毛村 7.木屋村 8.大淵村 9.矢部村 10.黒木町 11.豊岡村 12.横山村 13.川崎村 14.北川内村 15.忠見村 16.上妻村 17.上広川村 18.中広川村 19.下広川村 20.羽犬塚村 21.岡山村 22.八幡村 23.北山村 24.白木村 25.笠原村 26.二川村 31.古川村 32.下妻村 33.水田村 50.星野村（桃：八女市 赤：筑後市 黄：広川町 41 - 49・51 - 57は浮羽郡）

  - 4月1日 - 郡制の施行のため、上妻郡・下妻郡および生葉郡の一部の区域をもって発足。以下の町村が所属。（2町28村）
    - 旧・上妻郡（2町24村） - 福島町、長峰村、三河村、光友村、辺春村、串毛村、木屋村、大淵村、矢部村、黒木町、豊岡村（現・八女市）、横山村（現・八女市、広川町）、川崎村、北川内村、忠見村、上妻村（現・八女市）、上広川村、中広川村（現・広川町）、下広川村（現・久留米市、筑後市、広川町）、羽犬塚村（現・筑後市）、岡山村（現・八女市、筑後市）、八幡村、北山村、白木村、笠原村（現・八女市）、二川村（現・筑後市）
    - 旧・下妻郡（3村） - 古川村、下妻村、水田村（現・筑後市）
    - 旧・生葉郡（1村） - 星野村（現・八女市）

  - 7月1日 - 郡制を施行。郡役所が福島町に設置。
- 明治41年（1908年）1月15日 - 下妻村・二川村・水田村が合併し、改めて水田村が発足。（2町26村）
- 大正4年（1915年）1月1日 - 羽犬塚村が町制施行して羽犬塚町となる。（3町25村）
- 大正12年（1923年）4月1日 - 郡会が廃止。郡役所は存続。
- 大正15年（1926年）7月1日 - 郡役所が廃止。以降は地域区分名称となる。
- 昭和23年（1948年）4月1日 - 横山村の一部（小椎尾および下横山の一部）が上広川村に、一部（下横山・上横山の各一部）が北川内村にそれぞれ編入。
- 昭和26年（1951年）4月1日 - 福島町・三河村・上妻村・長峰村・八幡村が合併し、改めて福島町が発足。（3町21村）
- 昭和28年（1953年）10月1日 - 北川内村が町制施行して北川内町となる。（4町20村）
- 昭和29年（1954年）4月1日（2町11村）
  - 羽犬塚町・水田村・古川村および岡山村の一部（前津・長浜）が合併して筑後市が発足し、郡より離脱。
  - 福島町が川崎村・忠見村および岡山村の残部（今福・蒲原・亀甲・立野・前古賀・鵜池・室岡・龍ケ原）を編入のうえ市制施行・改称して八女市となり、郡より離脱。
  - 黒木町・豊岡村・串毛村・木屋村・笠原村が合併し、改めて黒木町が発足。
- 昭和30年（1955年）
  - 4月1日（4町5村）
    - 光友村・北山村・白木村・辺春村が合併して立花町が発足。
    - 上広川村・中広川村が合併して広川町が発足。

  - 12月1日 - 下広川村が分割し、一部（一条の一部）が筑後市に、一部（藤田の一部）が三潴郡筑邦町に、残部が広川町にそれぞれ編入。（4町4村）
- 昭和32年（1957年）3月31日 - 大淵村が黒木町に編入。（4町3村）
- 昭和33年（1958年）3月31日 - 北川内町・横山村が合併して上陽町が発足。（4町2村）
- 平成18年（2006年）10月1日 - 上陽町が八女市に編入。（3町2村）
- 平成22年（2010年）2月1日 - 黒木町・立花町・矢部村・星野村が八女市に編入。（1町）

### 変遷表
| 明治22年以前 | 旧郡   | 明治29年2月26日 | 明治29年 - 昭和19年    | 昭和20年 - 昭和29年                                          | 昭和20年 - 昭和29年                                                              | 昭和30年 - 昭和63年                                          | 昭和30年 - 昭和63年                                          | 平成1年 - 平成31年           | 令和1年 - |
| ------------ | ------ | --------------- | ---------------------- | ------------------------------------------------------------ | -------------------------------------------------------------------------------- | ------------------------------------------------------------ | ------------------------------------------------------------ | ---------------------------- | --------- |
|              | 上妻郡 | 福島町          | 福島町                 | 昭和26年4月1日 福島町                                        | 昭和29年4月1日 市制改称 八女市                                                   | 八女市                                                       | 八女市                                                       | 八女市                       | 八女市    |
|              | 上妻郡 | 長峰村          | 長峰村                 | 昭和26年4月1日 福島町                                        | 昭和29年4月1日 市制改称 八女市                                                   | 八女市                                                       | 八女市                                                       | 八女市                       | 八女市    |
|              | 上妻郡 | 三河村          | 三河村                 | 昭和26年4月1日 福島町                                        | 昭和29年4月1日 市制改称 八女市                                                   | 八女市                                                       | 八女市                                                       | 八女市                       | 八女市    |
|              | 上妻郡 | 上妻村          | 上妻村                 | 昭和26年4月1日 福島町                                        | 昭和29年4月1日 市制改称 八女市                                                   | 八女市                                                       | 八女市                                                       | 八女市                       | 八女市    |
|              | 上妻郡 | 八幡村          | 八幡村                 | 昭和26年4月1日 福島町                                        | 昭和29年4月1日 市制改称 八女市                                                   | 八女市                                                       | 八女市                                                       | 八女市                       | 八女市    |
|              | 上妻郡 | 川崎村          | 川崎村                 | 川崎村                                                       | 昭和29年4月1日 福島町に編入                                                      | 八女市                                                       | 八女市                                                       | 八女市                       | 八女市    |
|              | 上妻郡 | 忠見村          | 忠見村                 | 忠見村                                                       | 昭和29年4月1日 福島町に編入                                                      | 八女市                                                       | 八女市                                                       | 八女市                       | 八女市    |
|              | 上妻郡 | 岡山村          | 岡山村                 | 昭和28年6月1日 一部を羽犬塚町に編入                          | 昭和29年4月1日 福島町に編入 （今福・蒲原・亀甲 立野・前古賀・鵜池 室岡・竜ヶ原） | 八女市                                                       | 八女市                                                       | 八女市                       | 八女市    |
|              | 上妻郡 | 岡山村          | 岡山村                 | 昭和28年6月1日 一部を羽犬塚町に編入                          | 昭和29年4月1日 筑後市 （前津・長浜）                                             | 筑後市                                                       | 筑後市                                                       | 筑後市                       | 筑後市    |
|              | 上妻郡 | 羽犬塚村        | 大正4年1月1日 町制     | 羽犬塚町                                                     | 昭和29年4月1日 筑後市                                                            | 筑後市                                                       | 筑後市                                                       | 筑後市                       | 筑後市    |
|              | 下妻郡 | 古川村          | 古川村                 | 古川村                                                       | 昭和29年4月1日 筑後市                                                            | 筑後市                                                       | 筑後市                                                       | 筑後市                       | 筑後市    |
|              | 下妻郡 | 水田村          | 明治41年1月15日 水田村 | 水田村                                                       | 昭和29年4月1日 筑後市                                                            | 筑後市                                                       | 筑後市                                                       | 筑後市                       | 筑後市    |
|              | 下妻郡 | 下妻村          | 明治41年1月15日 水田村 | 水田村                                                       | 昭和29年4月1日 筑後市                                                            | 筑後市                                                       | 筑後市                                                       | 筑後市                       | 筑後市    |
|              | 上妻郡 | 二川村          | 明治41年1月15日 水田村 | 水田村                                                       | 昭和29年4月1日 筑後市                                                            | 筑後市                                                       | 筑後市                                                       | 筑後市                       | 筑後市    |
|              | 上妻郡 | 下広川村        | 下広川村               | 下広川村                                                     | 下広川村                                                                         | 昭和30年12月1日 筑後市に編入 （一条の一部）                  | 昭和30年12月1日 筑後市に編入 （一条の一部）                  | 筑後市                       | 筑後市    |
|              | 上妻郡 | 下広川村        | 下広川村               | 下広川村                                                     | 下広川村                                                                         | 昭和30年12月1日 三潴郡 筑邦町に編入 （藤田の一部）           | 昭和42年2月1日 久留米市に編入                                | 久留米市                     | 久留米市  |
|              | 上妻郡 | 下広川村        | 下広川村               | 下広川村                                                     | 下広川村                                                                         | 昭和30年12月1日 広川町に編入 （広川・一条の一部 藤田の一部） | 昭和30年12月1日 広川町に編入 （広川・一条の一部 藤田の一部） | 広川町                       | 広川町    |
|              | 上妻郡 | 中広川村        | 中広川村               | 中広川村                                                     | 中広川村                                                                         | 昭和30年4月1日 広川町                                        | 昭和30年4月1日 広川町                                        | 広川町                       | 広川町    |
|              | 上妻郡 | 上広川村        | 上広川村               | 上広川村                                                     | 上広川村                                                                         | 昭和30年4月1日 広川町                                        | 昭和30年4月1日 広川町                                        | 広川町                       | 広川町    |
|              | 上妻郡 | 横山村          | 横山村                 | 昭和23年4月1日 上広川村に編入 （小椎尾・下横山の一部）       | 昭和23年4月1日 上広川村に編入 （小椎尾・下横山の一部）                           | 昭和30年4月1日 広川町                                        | 昭和30年4月1日 広川町                                        | 広川町                       | 広川町    |
|              | 上妻郡 | 横山村          | 横山村                 | 横山村                                                       | 横山村                                                                           | 昭和33年3月31日 上陽町                                       | 昭和33年3月31日 上陽町                                       | 平成18年10月1日 八女市に編入 | 八女市    |
|              | 上妻郡 | 横山村          | 横山村                 | 昭和23年7月1日 北川内村に編入 （下横山の一部・上横山の一部） | 昭和28年10月1日 町制                                                             | 昭和33年3月31日 上陽町                                       | 昭和33年3月31日 上陽町                                       | 平成18年10月1日 八女市に編入 | 八女市    |
|              | 上妻郡 | 北川内村        | 北川内村               | 北川内村                                                     | 昭和28年10月1日 町制                                                             | 昭和33年3月31日 上陽町                                       | 昭和33年3月31日 上陽町                                       | 平成18年10月1日 八女市に編入 | 八女市    |
|              | 上妻郡 | 黒木町          | 黒木町                 | 黒木町                                                       | 昭和29年4月1日 黒木町                                                            | 黒木町                                                       | 黒木町                                                       | 平成22年2月1日 八女市に編入  | 八女市    |
|              | 上妻郡 | 木屋村          | 木屋村                 | 木屋村                                                       | 昭和29年4月1日 黒木町                                                            | 黒木町                                                       | 黒木町                                                       | 平成22年2月1日 八女市に編入  | 八女市    |
|              | 上妻郡 | 豊岡村          | 豊岡村                 | 豊岡村                                                       | 昭和29年4月1日 黒木町                                                            | 黒木町                                                       | 黒木町                                                       | 平成22年2月1日 八女市に編入  | 八女市    |
|              | 上妻郡 | 笠原村          | 笠原村                 | 笠原村                                                       | 昭和29年4月1日 黒木町                                                            | 黒木町                                                       | 黒木町                                                       | 平成22年2月1日 八女市に編入  | 八女市    |
|              | 上妻郡 | 串毛村          | 串毛村                 | 昭和23年10月1日 鹿子生の一部を光友村に編入                   | 昭和29年4月1日 黒木町                                                            | 黒木町                                                       | 黒木町                                                       | 平成22年2月1日 八女市に編入  | 八女市    |
|              | 上妻郡 | 大淵村          | 大淵村                 | 大淵村                                                       | 大淵村                                                                           | 昭和32年3月31日 黒木町に編入                                 | 昭和32年3月31日 黒木町に編入                                 | 平成22年2月1日 八女市に編入  | 八女市    |
|              | 上妻郡 | 光友村          | 光友村                 | 光友村                                                       | 光友村                                                                           | 昭和30年4月1日 立花町                                        | 昭和30年4月1日 立花町                                        | 平成22年2月1日 八女市に編入  | 八女市    |
|              | 上妻郡 | 辺春村          | 辺春村                 | 辺春村                                                       | 辺春村                                                                           | 昭和30年4月1日 立花町                                        | 昭和30年4月1日 立花町                                        | 平成22年2月1日 八女市に編入  | 八女市    |
|              | 上妻郡 | 北山村          | 北山村                 | 北山村                                                       | 北山村                                                                           | 昭和30年4月1日 立花町                                        | 昭和30年4月1日 立花町                                        | 平成22年2月1日 八女市に編入  | 八女市    |
|              | 上妻郡 | 白木村          | 白木村                 | 白木村                                                       | 白木村                                                                           | 昭和30年4月1日 立花町                                        | 昭和30年4月1日 立花町                                        | 平成22年2月1日 八女市に編入  | 八女市    |
|              | 上妻郡 | 矢部村          | 矢部村                 | 矢部村                                                       | 矢部村                                                                           | 矢部村                                                       | 矢部村                                                       | 平成22年2月1日 八女市に編入  | 八女市    |
|              | 生葉郡 | 星野村          | 星野村                 | 星野村                                                       | 星野村                                                                           | 星野村                                                       | 星野村                                                       | 平成22年2月1日 八女市に編入  | 八女市    |

## 行政
歴代郡長
| 代 | 氏名 | 就任年月日               | 退任年月日                | 備考                   |
| -- | ---- | ------------------------ | ------------------------- | ---------------------- |
| 1  |      | 明治29年（1896年）4月1日 |                           |                        |
|    |      |                          | 大正15年（1926年）6月30日 | 郡役所廃止により、廃官 |

## 関連文献
- 『稿本八女郡史』福岡県八女郡、1917年。NDLJP:951645。

| 先代 上妻郡・下妻郡・ 生葉郡（一部） | 行政区の変遷 1896年 - | 次代 （現存） |